# 6 Dywizja Kawalerii (Imperium Rosyjskie)
6 Dywizja Kawalerii Imperium Rosyjskiego (ros. 6-я кавалерийская дивизия) – dywizja kawalerii Imperium Rosyjskiego, w tym okresu działań zbrojnych I wojny światowej.
Wchodziła w skład 15 Korpusu Armijnego a jej sztab w 1914 mieścił się w Ciechanowie, czasowo też w Warszawie.

## Struktura organizacyjna
Organizacja w 1914
- 1 Brygada Kawalerii (Łomża)
  - 6 Głuchowski pułk dragonów (Ostrołęka)
  - 6 Wołyński pułk ułanów (czasowo w Łomży)
- 2 Brygada Kawalerii  (Ostrołęka)
  - 6 pułk huzarów (czasowo w Mławie)
  - 6 pułk Kozaków Dońskich (Przasnysz)
- 6 dywizjon artylerii konnej (Ciechanów)